# François Armand Gervaise
François Armand Gervaise (1660-1751), père carmélite déchaussé, est un historien religieux français.

## Biographie
François Gervaise, fils d'un médecin de l'intendant Fouquet, est le frère de l'évêque d'Oran Nicolas Gervaise (assassiné le 10 novembre 1719). Il fit études auprès du R.P. Jean Lucas chez les Jésuites. Il entra à 15 ans chez les Carmes déchaussés, devint à 22 ans professeur d'éloquence puis fut nommé prieur du couvent de Grégy (près de Meaux). Il y fut présenté à Bossuet qui reconnut en lui un véritable érudit et un bon orateur. Il entra à La Trappe en 1695, où il se fit le disciple de l’abbé de Rancé (au point d'ajouter « Armand » à ses prénoms), et prononça ses vœux en 1696. La même année, Dom Zozime Foisil, qui avait succédé à l’abbé de Rancé après la retraite de ce dernier, mourut après seulement quelques mois de principat ; alors l'abbé de Rancé demanda au Roi, sur la recommandation pressante de Bossuet, de faire de Dom Gervaise son successeur.
Le 20 octobre 1696, Gervaise reçut la bénédiction ; mais son administration trop libérale, opposée sur bien des points à celle de l'abbé de Rancé, eut tôt fait de lui attirer de nombreux ennemis, et il démissionna en 1698. Mais il regretta très vite cette décision, sans toutefois pouvoir rétablir sa position. Il quitta La Trappe et commença une vie d'errance qui le mena de monastère en monastère, en se consacrant à l'écriture.
Son Histoire de la réforme de Cîteaux acheva de perdre sa réputation : contraint d'en remettre la publication, il fut envoyé sur ordre du roi à l'abbaye Notre-Dame du Reclus, dans le diocèse de Troyes, où il mourut. Il demeura jusqu'au bout fidèle à l’austérité trappiste.

## Œuvres
Son style est toujours fluide et agréable, mais on lui a souvent reproché son militantisme et ses approximations.
On a de lui :
- les vies de plusieurs Pères de l’Église et auteurs chrétiens ;
- une vie d'Abélard ;
- une vie de Joachim de Flore ;
- une vie de l'Abbé Suger ;
- Une étude critique de la Vie de l'abbé Rancé de Jacques Marsollier, où l'auteur fait sa propre apologie.